# آن روز نفرین‌شده تسویه‌حساب
آن روز نفرین‌شدهٔ تسویه‌حساب (ایتالیایی: Quel maledetto giorno della resa dei conti) یا خونخواهی در سپیده‌دم (انگلیسی: Vendetta at Dawn) یک وسترن اسپاگتی به کارگردانی سرجو گارونه است که در سال ۱۹۷۱ منتشر شد.

## گزیدهٔ بازیگران
- جرج ایستمن
- تای هاردین
- برونو کوراتساری
- لائورا تروشل
- اشتفن زاخاریاس
- گوئیدو لولاوبریجیدا
- فدریکو بوئیدو
- نلو پاتزافینی
- ژان لوئی
- روبرتو دل‌آکوا
- کلاودیو تریونفی
- لوچیا کاتولو